# کلاوس یوهانسون
کلاوس یوهانسون (به سوئدی: Claes Johanson) (زاده ۴ نوامبر ۱۸۸۴ - درگذشته ۹ مارس ۱۹۴۹) کشتی گیر کشور سوئد است.